# 罗伯特·温伯格
罗伯特·阿伦·温伯格（英語：Robert Allan Weinberg，1942年11月11日—），美国癌症学家。1969年，取得麻省理工學院博士學位。
他是麻省理工学院的丹尼尔·K·路德维希癌症研究教授（Daniel K. Ludwig Professor for Cancer Research），并是美国癌症学会研究教授（American Cancer Society Research Professor）。

## 研究
温伯格的主要研究领域是人类癌症的癌变机理。他是：
- 首次发现人类癌基因Ras（Ras subfamily）的人之一；
- 首次发现肿瘤抑制基因Rb1（Retinoblastoma gene）的人之一。

温伯格现在也是博劳德研究所的研究员。於1982年創立了「怀特海德生物医学研究所」（Whitehead Institute for Biomedical Research）。

## 荣誉
温伯格获得很多学术荣誉，包括：
- 1984年，獲得Bristol-Myers award；
- 1988年，獲得general motors metal for cancer research
- 1992年，选举为瑞典皇家科学院院士；
- 1997年，美国国家科学奖章；
- 2004年，沃尔夫医学奖（和钱永健共享）[3]；
- 美国国家科学院院士；
- 2007年，乌普萨拉大学荣誉博士学位。

## 著作
- 《The biology of cancer》(2008年)